# Ада Геґерберґ
Ада Геґерберґ (норв. Ada Hegerberg; 10 липня 1995, Молде, Норвегія) — норвезька професійна футболістка. В 2018 році вона стала першою футболісткою, яка отримала трофей «Золотий м'яч». Є найкращим бомбардиром в історії жіночої Ліги чемпіонів УЄФА.

## Дитинство
Народилася 10 липня 1995 року в Молде. Виросла у місті Сунндалсера. Саме там почала займатись футболом разом зі старшою сестрою Андрин. У 2007 році її сім'я переїхала до Кульботна, де сестри продовжили тренування у місцевому клубі.

## Кар'єра
В 2010 році дебютувала за основний склад клубу «Кульботн». За підсумками сезону 2011-го року Хегерберг була визнана найкращою молодою футболісткою Норвегії. Перед початком сезону 2012 року перейшла в «Стабек», у складі  якого стала найкращим бомбардиром чемпіонату, забивши 25 м'ячів у 18 іграх. У 2013 році разом із сестрою перейшли до німецького «Турбіне».
Влітку 2014 року Геґерберґ підписала контракт з французьким «Ліоном». У своєму дебютному сезоні за клуб одразу ж забила 26 м'ячів у 22 матчах, привівши команду до дев'ятого поспіль чемпіонського титулу, а вже через рік «Ліон» виграв і десятий свій чемпіонський титул поспіль. Норвежка знову стала найкращим бомбардиром чемпіонату, забивши 33 голи у 21 матчах. Через тиждень команда виграла Кубок Франції, а потім і Лігу Чемпіонів, оформивши таким чином требл; Хегерберг забила у фінальному матчі в ворота «Вольфсбурга» та стала найкращим бомбардиром Ліги чемпіонів з 13 м'ячами у 9 іграх. Після цього ще п'ять сезонів поспіль Геґерберґ разом з французькою командою вигравала цей трофей. У фінальному матчі Ліги Чемпіонів проти «Парі Сен-Жермен» в сезоні 2016—17 норвезьку гравчиню змінили у другому таймі, тому у переможній післяматчевій серії пенальті вона вже участі не брала. У сезоні 2017—18 суперниками у фіналі, який проходив у Києві, знову був «Вольфсбург». Один з чотирьох м'ячів у ворота німців в овертаймі забила норвежка.
У 2018 році Хегерберг стала першою футболісткою, яка отримала Золотий м'яч, престижну нагороду яку вручає журнал «France Football» найкращим футболісткам світу.
Фінальна гра Ліги Чемпіонів проти «Барселони» сезону 2018—19 стала найбільш знаковою для Ади. Вона зробила в цьому матчі хет-трик, при чому всі три голи були забиті вже в першому таймі. У фінальному матчі сезону 2019—20 норвежка не грала через травму коліна, але свої 9 м'ячів у тій Лізі Чемпіонов встигла забити ще на груповій стадії турніру. Серія з п'яти перемог поспіль в головному клубному турнирі Європи була прервана в сезоні 2020—21. «Ліон» тоді вилетів в чвертьфіналі, програвши у двохматчовому протистоянні своєму принциповому супернику - «ПСЖ» за рахунок правила виїзного гола (яке починаючи з осені 2021 року відмінили).
Свій черговий кубок Ліги Чемпіонів, який для норвежки вже став шостим, вона виграла у сезоні 2021—22. Перемога в фіналі була над «Барселоною», а один з забитих голів в активі норвезької нападниці.

## Виступи за збірну
19 листопада 2011 року дебютувала за національну збірну Норвегії у матчі проти Північної Ірландії.
На Чемпіонаті Європи-2013 забила у ворота Іспанії в чвертьфіналі. Норвегія дійшла на тому турнірі до фіналу.
На чемпіонаті світу-2015 Хегерберг забила три м'ячі у трьох матчах групового турніру. Також Ада стала найкращим бомбардиром відбіркового турніру до Євро-2017. Після чемпіонату Європи 2017 року оголосила про намір взяти паузу у виступах за збірну на невизначений термін, причиною відмови назвала нерівне ставлення з боку федерації до чоловічого та жіночого футболу. На чемпіонат світу-2019 до Франції Ада не поїхала. На Євро-2022 хоч вже і брала участь, але жодного м'яча не забила. Збірна Норвегії посіла третє місце в своїй групі та не вийшла у плей-оф. На чемпіонаті світу-2023 отримала пошкодження в першому ж матчі збірної на турнірі та вимушено пропустила решту матчів групового раунду. На стадії 1/8 фіналу Хегерберг вийшла на заміну в грі проти збірної Японії на 74-й хвилині матчу, але не змогла допомогти норвезькій збірній, яка у підсумку програла з рахунком 1-3 та покинула чемпіонат світу.

## Досягнення
Ліги чемпіонів УЄФА
- Переможниця (6): 2015/16, 2016/17, 2017/18, 2018/19, 2019/20, 2021/22

 Жіночий Дивізіон 1
- Чемпіон (10): 2014/15, 2015/16, 2016/17, 2017/18, 2018/19, 2019/20, 2021/22, 2022/23, 2023/24, 2024/25

 Кубок Франції
- Володарка (8): 2014/15, 2015/16, 2016/17, 2018/19, 2019/20, 2018/19, 2019/20, 2022/23

 Кубок Норвегії:
- Володарка (1): 2011/12
- Чемпіонат Європи
- Срібний призер (1): 2013

Індивідуальні
- Найкраща футболістка Європи: 2016
- Володарка «Золотого м'яча»: 2018

Рекорди
- Найкращий бомбардир в історії Ліги чемпіонів УЄФА: 64 м'ячі (станом на 26 січня 2024 року)[3]